# Pedicularis pectinatiformis
Pedicularis pectinatiformis är en snyltrotsväxtart som beskrevs av Bonati. Pedicularis pectinatiformis ingår i släktet spiror, och familjen snyltrotsväxter. Inga underarter finns listade i Catalogue of Life.